# Uri Rubin
Pour les articles homonymes, voir Rubin.
Uri Rubin (en hébreu : אורי רובין, né en 1944 à Kiryat Ono et mort le 26 octobre 2021) est un professeur d'université israélien au département des études arabes et islamiques de l'université de Tel-Aviv en Israël.

## Biographie
Les recherches d'Uri Rubin se situent dans le domaine du début de l'islam, l'accent étant mis, en particulier, sur le Coran, sur l'exégèse coranique et sur la tradition au début de l'islam (sira et hadiths).
Uri Rubin a également été membre de l'Advisory Board pour l'édition de The Encyclopaedia of the Qur’an et est l'auteur d'une traduction du Coran en hébreu.
Il travaille sur l'étude du statut de Jérusalem (y compris le Dôme du Rocher) au début de l'islam, comparé à celui de La Mecque et de la Ka'ba. Son dernier projet porte sur « re-examining the prophetic image of Muhammad » (réexamen de son image prophétique) telle qu'elle apparaît dans le Coran, en comparaison avec son image telle qu'elle apparaît dans les sources extra-coraniques, ceci afin d'explorer plus étroitement quelques aspects significatifs de l'évolution de son image prophétique à travers les âges.

## Pensée

### Pensée dansThe Eye of the Beholder: The Life of Muhammad as Viewed by the Early Muslims: A Textual Analysis
Dans son ouvrage The Eye of the Beholder: The Life of Muhammad as Viewed by the Early Muslims: A Textual Analysis, Uri Rubin exprime d'une façon particulièrement nette sa pensée. L'importance de ce livre a été soulignée par Mohammed Arkoun, dans Transgresser, déplacer, dépasser : histoire générale et histoire de la pensée. 
Dans les premiers textes écrits sur le Prophète, Uri Rubin s'attache, par la façon dont les récits sont contés, à cerner l'évolution de l'image du Prophète que se font les premiers croyants, laissant totalement de côté la question de savoir si les récits correspondent ou non à ce qui s'est réellement passé : « tout effort pour isoler l'"historique" du "fictionnel" dans les premiers textes islamiques est entièrement abandonné ». Cette démarche s'oppose totalement à celle des historiens, au premier rang desquels il nomme Montgomery Watt, à la recherche d'un « noyau dur » de faits historiques existant indépendamment de l'interprétation des premiers biographes musulmans du Prophète. 
Le livre est organisé selon cinq thèmes :
- l'attestation ;
- la préparation ;
- la révélation ;
- la persécution ;
- le salut.

Le thème de l'attestation couvre deux chapitres, le premier sur l'annonciation dans la Bible, le second sur l'annonciation dans le Coran. Le thème de la préparation est abordé dans le chapitre sur l'initiation qu'a été la cérémonie d'ouverture de la poitrine, à laquelle le Prophète s'est soumis (sourate 94), ainsi que dans les rites de purification. Il fait aussi l'objet d'un chapitre sur la purification spirituelle qui prépare et guide le passage du polythéisme au monothéisme. Deux chapitres sont consacrés au thème de la révélation, le premier insistant sur l'histoire textuelle du récit, abstraction faite du contexte factuel du récit, le second abordant les moments de crise sévère qui se produisent quand la révélation s'interrompt. Le thème de la persécution recouvre quant à lui quatre chapitres. Le premier montre, hors la sphère privée dans laquelle la révélation se déroule, l'hostilité générale à laquelle le Prophète se heurte, hormis un petit nombre de fidèles, quand il rend publiques les révélations, le rôle des méchants dans cette situation somme toute classique étant assigné aux Quraysh. Des deux chapitres suivants, l'un est consacré à son oncle paternel Abû Lahab — son plus grand ennemi — l'autre à son oncle paternel Abû Tâlib — son plus solide soutien — qui n'est autre que le père d'Ali. Le quatrième chapitre de la série sur le thème de la persécution concerne les versets sataniques, où l'isolement prend la forme d'un épisode de tentation satanique. Le thème du salut, objet du treizième chapitre de l'ouvrage, met en scène un nouveau groupe, les Ansâr, dans les meetings d'Aqaba : selon la méthode habituelle, Uri Rubin porte son attention sur la façon dont les premiers musulmans voient l'émergence du Prophète, laissant totalement de côté le contenu factuel des meetings. 
Le chapitre d'Épilogue, qui porte sur la chronologie, étudie les préoccupations de numérologie, qui traduisent la dynamique textuelle du matériel des dates, laissant totalement de côté leur réalité historique. C'est ainsi que, le lundi 12 Rabi' al-awwal (troisième mois du calendrier) est pour le Prophète sa date de naissance, celle de la première révélation, celle l'ascension de son voyage nocturne, celle de son hijra (lundi dans une tradition remontant à Ibn 'Abbâs, on trouve aussi vendredi, jour de prière, dans d'autres traditions) et celle de sa mort. Certaines correspondances peuvent être faites avec le récit biblique Moïse. On note également des préoccupations numérologiques et un calendrier local mecquois ayant pour point de départ l'Année de l'Éléphant (où l'attaque d'Abraha contre La Mecque est mise en échec). Dans ce calendrier de l'Éléphant (âm al-fîl, AF), la construction de la Ka'ba est datée AF 55. La chronologie du Prophète a été intégrée à ce calendrier local de plusieurs façons différentes, selon les traditions. On trouve une version avec Ka'ba + 15 (AF 70) comme date de la première révélation, le Prophète étant alors âgé de 40 ans, ce qui fait naître Mahomet 15 ans après l'année de l'Éléphant. Dans une autre version, Ka'ba + 15 (AF 70) est la date de l’Hégire, 15 ans après la première révélation, ce qui fait naître le Prophète l'Année de l'Éléphant. Cette dernière version est celle d'Ibn Ishaq, pour qui le Prophète est né le lundi 12 Rabi' al-awwal de l'Année de l'Éléphant, ainsi que celle de Tabarî, mais elle n'est pas du tout la seule. Tout ce matériel numérologique appartient, pour Uri Rubin, au thème de l'attestation.
La conclusion occupe trois chapitres entiers. Le premier présente la conclusion générale en résumant les apports principaux du livre sur les cinq thèmes. Le second chapitre de conclusion examine le rôle du Coran et souligne, par leur reprise dans chaque chapitre, que les matériaux des premières biographies de Mahomet, contrairement à ce qui a pu être dit, n'ont pas leur origine dans les exégèses du Coran : il s'agit d'un cadre non coranique. Selon Uri Rubin : « Ce cadre se compose des matériaux bibliques, des épopées préislamiques, et des traditions véritablement islamiques au sujet du Prophète et de ses Compagnons, matériaux qui ont été entrelacés au sein d'une biographie complexe, finalement authentifiée avec l'habillage que le Coran a apporté ». Le dernier chapitre du livre concerne, par leur reprise dans chaque chapitre, la conclusion sur les « isnâds », c'est-à-dire les chaînes des émetteurs par qui les récits sur le Prophète ont été — ou ont prétendu avoir été — transmis. Il est montré que l'hypothèse de la « croissance rétroactive » (« backward growth ») soutenue par certains auteurs, selon laquelle des noms auraient été ajoutés au fil du temps, ne se trouve pas confirmée, la mention d'isnads complets avec le nom de compagnons directs du Prophète apparaissant très tôt dans les écrits.

### Pensée dansThe Life of Muhammad
Uri Rubin a également précisé sa démarche dans l'introduction qu'il a écrite à The life of Muhammad. Selon Alfred-Louis de Prémare (Université de Provence Aix-Marseille I), dans le livre The life of Muhammad édité par Uri Rubin, « La sélection est précédée d’une introduction substantielle de l’éditeur. Celui-ci y présente synthétiquement les tendances de la recherche contemporaine en la matière. Il les résume en deux orientations principales : a) celle qui vise à reconstruire la vie de Muhammad historique ; cette orientation est représentée surtout par les monographies biographiques ; la plus représentative en est celle, en deux parties, de William Montgomery Watt, Muhammad at Mecca (Oxford, 1953) et Muhammad at Medina (Oxford, 1956) ; b) celle qui a pour objectif d’examiner l’image idéalisée de Muhammad ; Uri Rubin se situe lui-même, avec son propre ouvrage The Eye of the Beholder (Princeton, 1995), dans cette seconde ligne, après The Sectarian Milieu (Oxford, 1978) de John Wansbrough. »

## Publications
Ouvrages de Uri Rubin
- (en) The Eye of the Beholder: The Life of Muhammad as Viewed by the Early Muslims: A Textual Analysis, 289 pages, éd. Princeton, New Jersey: The Darwin Press, juin 1995.  (ISBN 087850110X et 978-0878501106).
- (en) Between Bible and Quran: The Children of Israel and the Islamic Self-Image, 318 pages, éd. Princeton, New Jersey: The Darwin Press, novembre 1999.  (ISBN 0878501347 et 978-0878501342).
- (en) The Qur’an: Hebrew  translation from the Arabic, annotations, appendices and index, 600 pages, éditions Tel Aviv, 2005 Coran traduction en hébreu annotée, Uri Rubin.
- (en) Muhammad the Prophet and Arabia, Variorum Collected Studies Series, Ashgate, 2011.

Ouvrages édités par Uri Rubin
- (en) The Life of Muhammad, in The Formation of the Classical Islamic World: vol. 4, 410 pages, éd. Aldershot, 1998.
[Contenu du livre : Martin Hinds, Authors of Muhammad’s Biography : ‘Maghazi’ and ‘Sira’ in early Islamic scholarship.  J. M. B. Jone, Ibn Ishaq and al-Waqidi : the dream of Atika and the raid to Nakhla in relation to the charge of plagiarism, s. Michael Lecker, Waqidi’s account on the status of the Jews of Medina : a study of a combined report. Lawrence I. Conrad, Events in the Life of Muhammad : Abraha and Muhammad : some observations apropos of chronology and literary topoi in the early Arabic historical tradition. M. J. Kister, The sons of Khadija. Miklos Muranyi, The first Muslims in Mecca : a social basis for a new religion?. Gertrud Mélamède, The meetings at al-‘Akaba. R. B. Serjeant, The sunnah jami‘ah, pacts with the Yathrib Jews, and the tahrim of Yathrib : analysis and translation of the documents comprised in the so-called ‘Constitution of Medina’. J. M. B. Jones, The chronology of the Maghazi - a textual survey.  Furrukh B. Ali, Al-Hudaybiya : an alternative version. G. R. Hawting, Al-Hudaybiya and the conquest of Mecca : a reconsideration of the tradition about the Muslim takeover of the sanctuary. Josef Horovitz, The Idealised Muhammad : The growth of the Mohammad legend. Heribert Busse, Jerusalem in the story of Muhammad’s night journey and the ascension. A.J. Wensinck, Muhammed and the prophets. Sidney H. Griffith, Muhammad and Christian Apologies : The prophet Muhammad : his scripture and his message according to the Christian apologies in Arabic and Syriac from the first abbasid century.]  (ISBN 0860787036 et 978-0860787037).
- (en) The Life of Muhammad, in The Formation of the Classical Islamic World: vol. 4, 410 pages, éd. Aldershot, 1998.
[Contenu du livre : Martin Hinds, Authors of Muhammad’s Biography : ‘Maghazi’ and ‘Sira’ in early Islamic scholarship.  J. M. B. Jone, Ibn Ishaq and al-Waqidi : the dream of Atika and the raid to Nakhla in relation to the charge of plagiarism, s. Michael Lecker, Waqidi’s account on the status of the Jews of Medina : a study of a combined report. Lawrence I. Conrad, Events in the Life of Muhammad : Abraha and Muhammad : some observations apropos of chronology and literary topoi in the early Arabic historical tradition. M. J. Kister, The sons of Khadija. Miklos Muranyi, The first Muslims in Mecca : a social basis for a new religion?. Gertrud Mélamède, The meetings at al-‘Akaba. R. B. Serjeant, The sunnah jami‘ah, pacts with the Yathrib Jews, and the tahrim of Yathrib : analysis and translation of the documents comprised in the so-called ‘Constitution of Medina’. J. M. B. Jones, The chronology of the Maghazi - a textual survey.  Furrukh B. Ali, Al-Hudaybiya : an alternative version. G. R. Hawting, Al-Hudaybiya and the conquest of Mecca : a reconsideration of the tradition about the Muslim takeover of the sanctuary. Josef Horovitz, The Idealised Muhammad : The growth of the Mohammad legend. Heribert Busse, Jerusalem in the story of Muhammad’s night journey and the ascension. A.J. Wensinck, Muhammed and the prophets. Sidney H. Griffith, Muhammad and Christian Apologies : The prophet Muhammad : his scripture and his message according to the Christian apologies in Arabic and Syriac from the first abbasid century.]  (ISBN 0860787036 et 978-0860787037).

Articles de Uri Rubin
Une liste est donnée par Uri Rubin sur son site professionnel Liste de 36 articles de Uri Rubin.